# Grupo Lala
Grupo Lala é uma companhia mexicana de laticínios fundada em 1949, em Torreón, no estado de Coahuila de Zaragoza. É a única empresa de laticínios que opera em todo o México. Ela expandiu suas operações para os Estados Unidos em 2008, por meio da aquisição de uma fábrica em Omaha, Nebraska, e em 2009, o grupo adquiriu a National Dairy, Farmland Dairies e Promised Land. Em agosto de 2017, a empresa também entrou no mercado brasileiro de laticínios com a aquisição da Vigor do J&F Investimentos dos irmãos Joesley Batista, Júnior Friboi e Wesley Batista.
Atualmente, a Lala é a maior companhia de laticínios da América Latina. O nome da companhia também faz referência a sua origem, a região de La Laguna, localizada no norte do México, onde é situada a Mayran Lagoon.
Grupo Lala foi listado pela revista Dairy Foods na décima segunda posição em um ranking das 100 maiores companhias de laticínios da América do Norte. Foi a única companhia mexicana da categoria a ser incluída nessa lista.
Também foi listada na 39º posição pela revista Food Processing no top 100 de maiores empresas de alimentos e bebidas de 2017, com base em produtos produzidos somente nos EUA e Canadá.
A empresa mexicana tem como seu diretor geral Mauricio Leyva Arboleda e como CEO Alberto Arellano Garcia.

## Atuação no Brasil
Em agosto de 2017, o Grupo Lala concluíu a negociação para a aquisição da companhia brasileira de laticínios Vigor, por cerca de R$ 5,725 bilhões (US$ 1,84 bilhões), que era gerida pelo Grupo J&F. A aquisição marca a entrada da companhia mexicana no mercado brasileiro de laticínios.

## Atuação nos EUA
A Lala norte-americana é uma subsidiaria do grupo Lala, mas opera de forma independente naquele país sob a denominação de Borden Dairy Co. A companhia é baseada em Dallas, no Texas.
Em agosto de 2015, a Borden Dairy Co. foi listada como a 24ª maior companhia da América do Norte pela revista Dairy Foods.
Grupo Lala adquiriu a National Dairy da empresa Dairy Farmers of America, Inc, em 2009.
Antes da compra, a empresa National Dairy englobava inúmeras marcas de produtos, incluindo: Borden, Dairy Fresh, Velda Farms, Flav-O-Rich, Sinton’s, Cream O’ Weber, Meyer Dairy, Dairymens, Coburg Dairy, Goldenrod e Georgia Soft Serve Delights.

### Companha publicitária
No início de 2016, a Lala estadunidense lançou a primeira campanha publicitária a nível mundial para promover a sua bebida e iogurte. A campanha promoveu a hashtag “#yogurting” na televisão e na internet, bem como nas redes sociais com Links patrocinados.
O lançamento incluiu a introdução de Lala Greek Yogurt Smoothies e mais três novos sabores: cereja e baunilha, cereja com mirtilo ,além de amêndoas e baunilha. Também a inclusão de 14 sabores originais para a linha Lala Yogurt Smoothies.
Lala Yogurt Smoothies está disponível em vários comércios pelo país incluindo Walmart, Albertson’s Safeway, Publix, HEB, ShopRite, entre outras redes varejistas.
Lala tem visado um grupo demográfico de consumidores, denominados naquele país como “Shapers On the Go”, os quais valorizam a vida saudável e também a conveniência. Cerca de 60% desse público é formados por "millennials", denominados no Brasil como Geração Y.
Em 23 de fevereiro de 2016, a Lala Yogurt Smoothies foi apresentado como patrocinador de um quadro de comédia no programa Jimmy Kimmel Live, em que o ajudante de Jimmy, Guillermo Rodriguez, é enganado ao saltar sobre uma concentração de cobras vivas.
Em março de 2016, a Lala Yogurt Smoothies foi patrocinadora comercial de outro bem conceituado quadro de comédia, desta vez no programa talk show Conan apresentado por Conan O’Brien.
Lala também foi patrocinador de um quadro denominado "View Your Tune" em março do mesmo ano, no talk show The View da ABC, em segmento apresentado por Paul Shaffer.

## Marcas
- Lala
- Yomi Lala
- Peti Zoo
- Bio4
- Lalacult
- Nutri Leche
- Los Volcanes
- Monarca
- Mileche
- Boreal
- Break
- Bio Balance
- Siluette
- Natural'es
- Las Puentes
- Borden
- Bell (Lala tem uma pequena participação)
- Vigor

### EUA
- Borden (Texas, Louisiana)
- Coburg Dairy (South Carolina)
- Cream O'Weber (Utah)
- Dairy Fresh (Louisiana, Alabama, Mississippi)
- Dairymens (Ohio)
- Farmland (New Jersey)
  - Clinton
  - Special Request
  - Welsh Farms
- Flav-O-Rich (Kentucky)
- Gilsa Dairy (Nebraska)
  - Frusion
  - La Creme
- Goldenrod (Kentucky)
- Meyer Dairy (Cincinnati)
- Promised Land (Texas)
- Sinton's (Colorado)
- Velda Farms (Florida)

## Fábricas
- Tijuana
- Torreón
- Monterrey
- Guadalajara
- Cidade do México
- Irapuato
- Mazatlán
- Veracruz
- Acapulco